# Yann Céléné Uregeï
Yann Céléné Uregeï est un homme politique indépendantiste kanak de Nouvelle-Calédonie, né à Tiga le 19 juillet 1932 et mort à Nouméa le 7 avril 2000. 

## Moniteur kanak puis formateur agricole
Issu d'un clan protestant de Tiga aux Îles Loyauté, Yann Céléné Uregeï fait ses études à l'école publique de Gélima, à Canala sur la côte Est de la Grande Terre. Devenu moniteur de l'enseignement primaire en 1952, il est d'abord en poste pendant deux ans à la tribu de Baco à Koné, puis à Wé sur l'île de Lifou de 1954 à 1959. 
En mai 1959, il est désigné par le Territoire pour aller suivre une formation de technicien agricole au centre d'études du Bureau du développement de la production agricole (BDPA) de Marly-le-Roi en Seine-et-Oise, complété par des cours à la Maison familiale rurale (MFR, organisation privée d'inspiration protestante) de Clairoix dans l'Oise et par plusieurs stages dans le Loiret. Il rentre en Nouvelle-Calédonie en décembre 1960 et est affecté à l'école d'agriculture de Port-Laguerre, à Païta. 

## Carrière politique

### Les débuts à l'UC
Yann Céléné Uregeï est membre à l'origine de l'Union calédonienne (UC), parti autonomiste, pluriethnique et centriste d'inspiration démocrate-chrétienne qui domine la vie politique néo-calédonienne de sa création en 1953 jusqu'aux années 1970. En son sein, il fait partie de l'Association des indigènes calédoniens et loyaltiens français (AICLF) d'inspiration protestante puis, après la décision de ce mouvement de quitter l'UC, de l'Association des autochtones calédoniens et des îles Loyauté (AACL, formée par les anciens membres de l'AICLF restés fidèles à l'UC). Yann Céléné Uregeï voit son entrée en politique parrainée par deux figures de ce mouvement : son beau-père Wandrerine Wainebengo, conseiller territorial à partir de mai 1961, et Gope Laguisse Iekawé, lui aussi originaire de Tiga et conseiller territorial à partir des élections d'avril 1962. 
Le 29 avril 1962, Rock Pidjot, président de l'UC, devient vice-président (et donc le chef politique) du 4e Conseil de gouvernement formé sous le régime de la loi-cadre Defferre de 1956. Yann Céléné Uregeï est élu ministre au sein de cet exécutif local, en deuxième position sur la liste emmenée par Rock Pidjot, et est chargé de l'Économie rurale. Il est reconduit au même poste dans le 5e Conseil de gouvernement du 31 janvier 1963 au 14 janvier 1964. Il est notamment à l'origine de la création, en 1963, de l'Office de commercialisation et d'entreposage frigorifique (OCEF), chargé d’assurer la régulation des marchés agricoles, et en particulier ceux de la viande et de la pomme de terre, par l’achat, le traitement et la mise en marché des productions locales et l’importation des compléments nécessaires aux besoins de la Nouvelle-Calédonie, ainsi que de concourir activement au développement rural. Après la mise en application à cette date de la « loi Jacquinot » du 21 décembre 1963, qui réduit fortement les pouvoirs du Conseil de gouvernement en supprimant la fonction de vice-président, en enlevant à ses membres l'appellation de « ministres » et en leur retirant leurs compétences individuelles, Yann Céléné Uregeï reste au sein de l'exécutif territorial jusqu'au 25 juillet 1967.

### Figure montante et dissidence
Pour les élections territoriales du 9 juillet 1967, Yann Céléné Uregeï est choisi pour mener la liste de l'UC dans la circonscription des Îles Loyauté : il y obtient 4 des 5 sièges à pourvoir, et fait donc son entrée au sein de l'Assemblée territoriale. Il devient vice-président de cette institution, secondant l'ancien conseiller de la République Armand Ohlen, issu du même parti. Lorsque ce dernier décide de se retirer du « perchoir » à l'occasion du renouvellement annuel du bureau le 29 septembre 1970, Yann Céléné Uregeï se porte candidat pour lui succéder. Il se dispute alors l'investiture de l'UC avec le Néo-calédonien d'origine européenne (ou « Caldoche ») Jean Lèques, qui l'emporte dans un vote interne à bulletin secret et est donc porté à la présidence de l'Assemblée territoriale.    
De plus, Yann Céléné Uregeï n'estime pas la ligne de l'UC assez zélée sur la question de l'autonomie et dans la défense des intérêts des Kanak, le considérant comme un « parti bourgeois », et il soutient les actions radicales des groupes indépendantistes ou d'inspiration marxiste créés depuis 1968 par des étudiants tant mélanésiens (les « Foulards rouges » de Nidoïsh Naisseline, le « Groupe 1878 » d'Élie Poigoune) qu'européens (l'Association des Jeunes calédoniens à Paris AJCP de Max Chivot ou Jean-Paul Caillard). Il finit par faire dissidence et, les 23 et 24 janvier 1971, il crée son propre parti, l'Union multiraciale, le premier à être strictement kanak. Il est rejoint par d'autres personnalités mélanésiennes, notamment le membre du conseil de gouvernement (l'exécutif local) François Néoeré, Edmond Nékiriai ou Willy Némia, et, plus tard, en 1972, par Théophile Wakolo Pouyé, figure historique de l'UC sur la côte Est. Il emporte également avec lui bon nombre de militants des Îles Loyauté, dont il va rester l'une des principales figures politiques jusqu'à la fin des années 1980. 

### L'évolution vers l'indépendantisme
S'il se veut plus à gauche que l'UC et qu'il entretient une proximité très nette avec les groupes indépendantistes (associés à son partir jusqu'en 1974), il reste dans un premier temps opposé à une accession à la pleine souveraineté. Aux élections territoriales du 10 septembre 1972, l'Union multiraciale obtient des élus dans trois des quatre circonscriptions : Edmond Nékiriai dans l'Ouest, André Gopoea dans l'Est et surtout 3 des 5 sièges à pourvoir pour les Îles Loyauté, montrant la forte assise électorale d'Uregeï dans cet archipel. Avec 5 conseillers sur 35, l'Union multiraciale devient alors l'un des deux partis charnières, avec le Mouvement populaire calédonien (MPC) ouvriériste et populiste d'Alain Bernut (2 sièges), aucun des deux grands blocs traditionnels n'ayant la majorité (l'UC, touchée par d'autres dissidences et par l'usure du pouvoir, est retombé à 12 élus tandis que l'opposition de droite a atteint 16 sièges). Il est ensuite candidat à l'élection législative des 4 et 11 mars 1973 dans la circonscription unique de la Nouvelle-Calédonie, face au sortant UC Rock Pidjot : il arrive en troisième place (sur quatre candidats) au premier tour avec 4 058 voix et 11,17 % des suffrages exprimés, permettant au candidat de la droite Jean Lèques d'arriver en tête et de mettre Pidjot (qui est toutefois réélu au second tour avec 51,87 % des voix) en ballotage pour la première fois dans l'histoire des législatives en Nouvelle-Calédonie.   
Yann Céléné Uregeï, en raison d'une position jugée trop proche de la droite non-autonomiste au début de la mandature (le 30 octobre 1973, il est élu à la présidence de l'Assemblée territoriale en s'alliant avec les élus de la droite locale) et de son caractère autoritaire, perd plusieurs de ses soutiens : les Foulards rouges dès 1972 tandis que les étudiants européens, qui composaient au sein de l'Union multiraciale une faction appelée « groupe Awa » autour de Max Chivot et Jean-Paul Caillard, sont chassés du parti en 1973 (ils forment alors l'Union de la jeunesse calédonienne). La même année, Pierre Issamatro, élu aux côtés d'Uregeï aux Îles, participe à la fondation du Front populaire calédonien (FPC). Puis deux autres conseillers territoriaux du parti (Edmond Nékiriai et André Gopoea) ainsi que son unique conseiller de gouvernement (François Néoéré) font à leur tour dissidence en 1974 pour créer l'Union progressiste multiraciale (UPM).  
Mais c'est également à cette époque que Yann Céléné Uregeï franchit le pas vers la défense de l'indépendance, à la suite d'un déplacement en Métropole en juin 1975 lors duquel il emmène une délégation de conseillers territoriaux chargés de négocier un changement de statut avec le gouvernement national. Après le refus du président de la République Valéry Giscard d'Estaing de le rencontrer, Uregeï (mais aussi d'autres membres de la délégation comme Gabriel Païta) prêtent au Premier ministre Jacques Chirac la déclaration suivante : « L'autonomie, c'est dépassé. Ou c'est le département, ou c'est l'indépendance ». Quoi qu'il en soit, cette mission s'oppose à une fin de non recevoir et Yann Céléné Uregeï ajourne son voyage. À son retour, il fait adopter à l'Union multiraciale une position ouvertement en faveur de l'accès à la pleine souveraineté, ce qui en fait le premier parti indépendantiste de l'histoire néo-calédonienne avec le Parti de libération kanak (Palika) créé à la même époque (en juillet 1975 par la réunion des « Foulards rouges » et du « Groupe 1878 », il n'est toutefois officiellement fondé qu'au congrès d'Amoa en mai 1976). Le 24 juin 1975, le mouvement d'Uregeï prend « officiellement et irrévocablement » position en faveur de l'indépendance, puis, réuni à Dumbéa, le comité central du parti se prononce les 8 et 9 novembre 1975 en faveur de la création d'un « parti unique kanak ». Cette décision vaut à Yann Céléné Uregeï de perdre son dernier colistier de 1972, Willy Némia, qui, se déclarant le 14 novembre 1975 « profondément blessé » par les attaques répétées d'Uregeï contre la France, choisit de quitter l'Union multiraciale. 
De plus, son passage dans le camp indépendantiste enlève à Yann Céléné Uregeï le soutien de la droite à laquelle il était resté allié jusque-là : lors du renouvellement du bureau de l'Assemblée territoriale le 30 septembre 1975, le gaulliste Dick Ukeiwé remplace Uregeï à la présidence grâce aux voix conjugués des partis anti-autonomistes et anti-indépendantistes de droite (16 élus), des deux de l'UPM et de Willy Némia. Un nouveau renversement de majorité a lieu l'année suivante, avec la formation le 5 octobre 1976 d'une coalition autonomiste et indépendantiste entre l'UC (12 sièges), le Parti socialiste calédonien (PSC) tout juste créé (2 conseillers, anciennement membres du MPC), l'Union multiraciale désormais seulement représentée par Yann Céléné Uregeï, les deux UPM et Pierre Issamatro du FPC.

### Une figure de l'aile gauche indépendantiste
À l'occasion des élections municipales des 13 et 20 mars 1977, qui sont les premières à voir apparaître véritablement le clivage pro et anti-indépendantistes, l'Union multiraciale se transforme pour devenir le Front uni de libération kanak (FULK), plus radical et combattif dans sa revendication de l'indépendance. 
Aux élections territoriales du 11 septembre 1977, Yann Céléné Uregeï reste l'unique élu du FULK, toujours dans la circonscription des Îles Loyauté. Il est à nouveau candidat aux législatives des 12 et 19 mars 1978 dans la 1re circonscription (dite « circonscription Est » car comprenant la côte Est de la Grande Terre, l'île des Pins et les Îles Loyauté) tout juste créée, de nouveau contre Rock Pidjot pour l'UC. Il obtient cette fois 1 750 voix (11,69 %), arrivant quatrième sur cinq, derrière Pidjot (32,83 %, réélu une nouvelle fois au second tour avec 59,49 %), l'anti-indépendantiste Dick Ukeiwé (32,3 %) et le Palika Nidoïsh Naisseline (15,12 %). 
Le 4 juin 1979, un Front indépendantiste (FI) est créé par le maire de Hienghène Jean-Marie Tjibaou, nouveau vice-président de l'Union calédonienne, et réunit, outre l'UC, le FULK, l'UPM (qui a abandonné la qualification de « multiraciale » au profit de « mélanésienne » après avoir pris position pour l'indépendance en 1977), le Palika et le PSC. Aux nouvelles élections territoriales du 1er juillet suivant, Uregeï est choisi pour mener la liste du FI aux Îles Loyauté : elle obtient 4 062 voix (64,44 % des suffrages exprimés) et 4 des 5 sièges à pourvoir (Uregeï étant le seul du FULK aux côtés de deux UC, Yeiwéné Yeiwéné et Édouard Wapaé, et du Palika Nidoïsh Naisseline), le cinquième revenant à l'anti-indépendantiste du Rassemblement pour la Calédonie dans la République (RPCR) Dick Ukeiwé. Au total, le Front indépendantiste dispose de 14 élus sur 36, contre 15 au RPCR du député Jacques Lafleur et 7 à la Fédération pour une nouvelle société calédonienne (FNSC), centriste et autonomiste, du sénateur Lionel Cherrier et du maire de Bourail Jean-Pierre Aïfa.

### Organisateur de la politique étrangère indépendantiste
Yann Céléné Uregeï apparaît durant les années 1980 comme un artisan important de la recherche de soutiens internationaux à la revendication indépendantiste kanak. Lorsque le Front indépendantiste prend position en 1984 en faveur d'une accession à l'« Indépendance kanak socialiste » par la lutte armée et se transforme en Front de libération nationale kanak et socialiste (FLNKS), dont le FULK est l'un des « groupes de pression », Yann Céléné Uregeï devient « ministre des Relations extérieures » au sein du gouvernement provisoire de Kanaky (GPK) formé le 1er décembre 1984 par Jean-Marie Tjibaou. Il tisse des liens privilégiés avec le Vanua'aku Pati du pasteur Walter Lini, au pouvoir au Vanuatu de l'indépendance en 1980 jusqu'à 1991, avec la Papouasie-Nouvelle-Guinée de Michael Somare et les îles Salomon de Peter Kenilorea, et avec le mouvement des non-alignés. 
Il prône surtout un rapprochement avec la Libye de Mouammar Kadhafi. En juillet et août 1984, il se rend à Tripoli avec Éloi Machoro, secrétaire général de l'UC, puis organise en septembre de la même année l'envoi de 17 jeunes militants indépendantistes pour recevoir une formation militaire d'un mois dans un complexe de la capitale libyenne. Mais cette stratégie est critiquée par les composantes les plus modérées du FLNKS et finalement par Jean-Marie Tjibaou qui affirme qu'elle n'a pas été suivie d'effet. Pour autant, Uregeï reste en relation avec le régime de Mouammar Kadhafi, ce qui lui vaut d'être souvent en conflit avec la direction du Front : le 15 mars 1986, il est suspendu de son poste de « ministre des Relations extérieures » pour avoir décidé unilatéralement, avec son parti, de participer à une « Conférence de libération des mouvements du monde entier » à Tripoli cette année-là et de s'associer dans un « Comité révolutionnaire » avec le Vanua'aku Pati et l'Organisation pour une Papouasie libre sous le parrainage de la Libye. Bien que n'étant plus en charge officiellement des relations extérieures du mouvement indépendantiste kanak, son action antérieure ainsi que le maintien de ses réseaux joue beaucoup dans le soutien obtenu des États membres du Forum des îles du Pacifique réunis à Suva en août 1986 à la réinscription de la Nouvelle-Calédonie sur la liste des territoires non autonomes selon l'ONU. Fort de ce succès, Yann Céléné Uregeï est réinstallé comme « ministre des Relations extérieures » le même mois. Le 2 décembre 1986, l'Assemblée générale des Nations unies vote (à la majorité des 3/5e de ses membres) la résolution 41/41 A affirmant « le droit inaliénable du peuple de la Nouvelle-Calédonie à l’autodétermination et à l’indépendance » et inscrivant l'archipel sur la liste des territoires non autonomes. Mais le retour d'Uregeï au sein du GPK n'est que de courte durée, étant suspendu dès août 1987 encore une fois en raison de sa proximité avec la Libye : il se rend près de Tripoli en avril 1987 pour représenter la Nouvelle-Calédonie à une « Conférence des forces révolutionnaires, progressistes et pacifistes de la région du Pacifique » présidée par le colonel Kadhafi, tandis que l'envoi en juillet suivant de 19 « stagiaires » du FULK en Libye est désavoué par Jean-Marie Tjibaou.    
De plus, il se montre, avec les membres du Palika, comme l'un des plus farouches opposants à une participation aux élections légales organisées sous le statut de Territoire français et donc comme un partisan de l'obtention de l'indépendance par la lutte armée clandestine durant toute la période des « Évènements » qui voient s'opposer violemment partisans et opposants de la séparation de l'archipel d'avec la France entre 1984 et 1988. S'il accepte la participation du FLNKS aux élections régionales du 29 septembre 1985, en étant lui-même candidat en deuxième position (derrière l'UC Yeiwéné Yeiwéné) aux Îles Loyauté, il abandonne ses mandats au Conseil de Région et au Congrès du Territoire dès le 7 octobre 1985. Et, lors de la convention du FLNKS organisée à Sarraméa le 16 février 1986 pour décider de la stratégie de la coalition en vue des élections législatives du 16 mars suivant, il pose un véritable ultimatum en annonçant que quoi qu'il arrive le FULK boycotterait ce scrutin, s'opposant à l'UC qui eux militent alors pour une candidature. Finalement, une majorité des Comités de lutte du Front se prononcent en faveur d'un boycott, décision à laquelle le parti de Tjibaou doit donc se ranger.

### La mise à l'écart
Yann Céléné Uregeï s'oppose aux négociations entamées avec le RPCR et l'État après les évènements d'Ouvéa, accusant alors Tjibaou de « connivence » avec les anti-indépendantistes et de ne pas respecter la mémoire des militants indépendantistes de la grotte de Gossanah (dont plusieurs étaient militant du FULK). Il s'oppose donc fermement aux accords de Matignon et à la nouvelle stratégie du FLNKS en faveur d'une indépendance négociée. À partir de 1989, le FULK ne participe plus aux différentes instances du Front indépendantiste, et est absent de son congrès de Saint-Louis de janvier 1990 qui prépare la succession de Jean-Marie Tjibaou, assassiné avec Yeiwéné Yeiwéné par Djubelly Wéa (lui-aussi un militant du parti d'Uregeï, qui a néanmoins publiquement condamné son acte et regretté la mort des deux dirigeants indépendantistes) le 4 mai 1989. 
Le 26 janvier 1992, il transforme le FULK en un Congrès populaire du peuple kanak (CPPK), centré sur le combat pour une indépendance immédiate, la défense de la « coutume kanak » et des « valeurs religieuses ». Il reprend son nom initial de FULK après la signature de l'accord de Nouméa en 1998, et participe à son premier scrutin territorial depuis 1985 à l'occasion des élections provinciales du 9 mai 1999. Seulement, Yann Céléné Uregeï, atteint d'un cancer diagnostiqué en 1997, n'est pas candidat pour sa part, laissant la tête de liste à Ernest Üne aux Îles Loyauté. Ce dernier obtient le moins bon score parmi sept listes dans cette province, avec seulement 405 voix et 3,25 % des suffrages exprimés, pour aucun élu.  
Yann Céléné Uregeï est décédé à son domicile de Nouméa le 7 avril 2000, à 67 ans.

## Famille
Yann Céléné Uregeï avait épousé le 30 décembre 1958, à Nouméa, Maëlla Wainebengo, fille de Wandrerine Wainebengo, membre de l'Union calédonienne et conseiller territorial de 1961 à 1962. Il est l'oncle maternel, et père adoptif coutumier, du syndicaliste et homme politique indépendantiste Louis Kotra Uregei. 